# Lucien Erb
Martin Lucien Erb (* 26. April 1887 in Paris; † 11. April 1972 in Aulnay-sous-Bois) war ein französischer Autorennfahrer.

## Karriere
Lucien Erb war Teilnehmer des ersten 24-Stunden-Rennens von Le Mans. 1923 fuhr er einen Werks- S.A.R.A. ATS mit Partner Robert Battagliola an die 30. Stelle der Gesamtwertung. Auch in den beiden folgenden Jahren bestritt er das Rennen für den Automobilhersteller aus Courbevoie. Nach einem Ausfall 1924 beendete er 1925 das Rennen als Gesamtsechzehnter.
Auch beim 24-Stunden-Rennen von Spa-Francorchamps 1925 war er am Start und wurde mit Gaston Mottet als Teampartner 25. der Endwertung.

## Statistik

### Le-Mans-Ergebnisse
| Jahr | Team     | Fahrzeug     | Teamkollege        | Platzierung | Ausfallgrund |
| ---- | -------- | ------------ | ------------------ | ----------- | ------------ |
| 1923 | S.A.R.A. | S.A.R.A. ATS | Robert Battagliola | Rang 30     |              |
| 1924 | S.A.R.A. | S.A.R.A. ATS | Léon Fabert        | Ausfall     | Defekt       |
| 1925 | S.A.R.A. | S.A.R.A. ATS | Gaston Mottet      | Rang 16     |              |

### 24-St-Spa-Ergebnisse
| Jahr | Team                                              | Fahrzeug     | Teamkollege   | Platzierung | Ausfallgrund |
| ---- | ------------------------------------------------- | ------------ | ------------- | ----------- | ------------ |
| 1925 | Société des Automobiles à Refroidissement par Air | S.A.R.A. ATS | Gaston Mottet | Rang 23     |              |